# Maison Escure

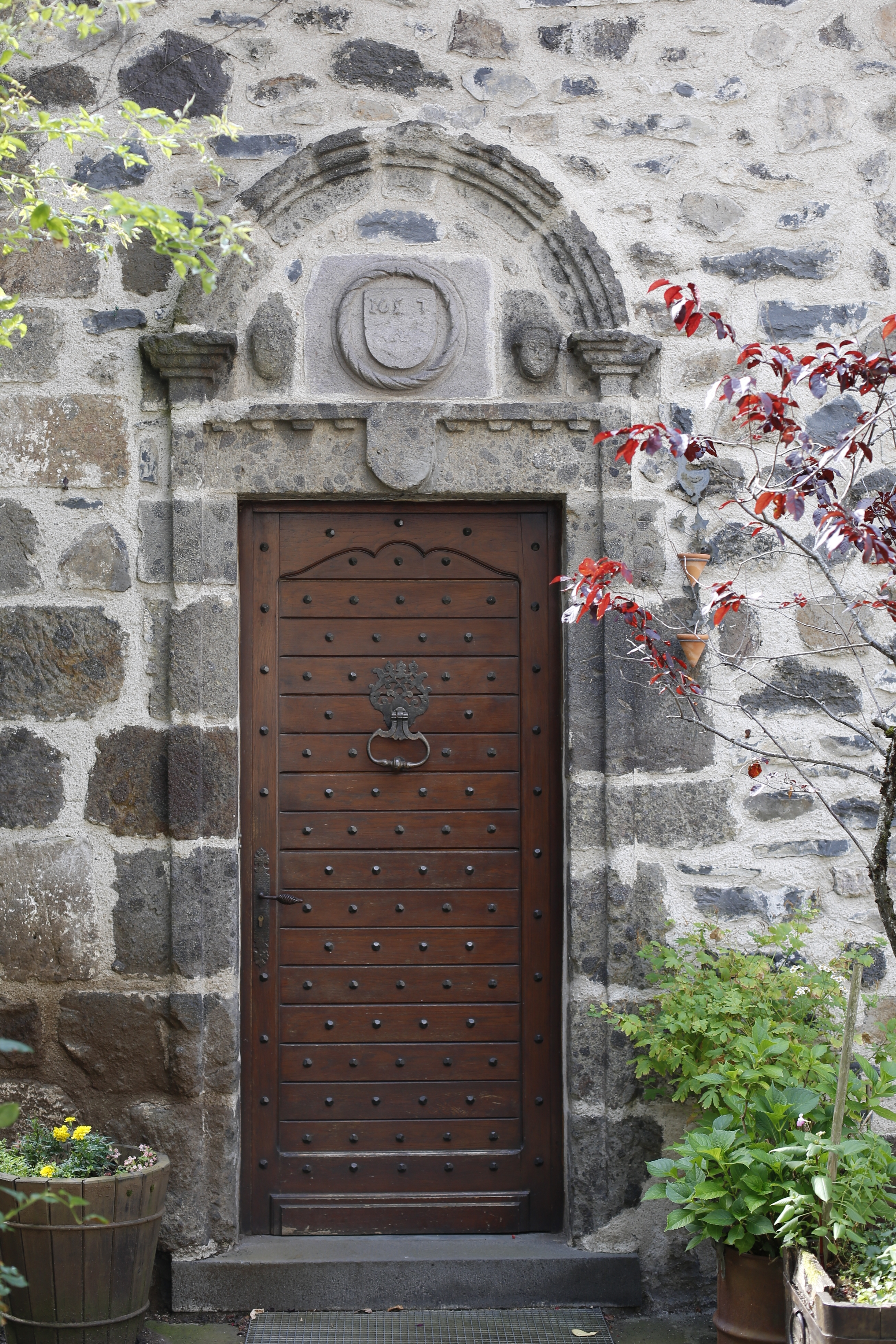
Portal

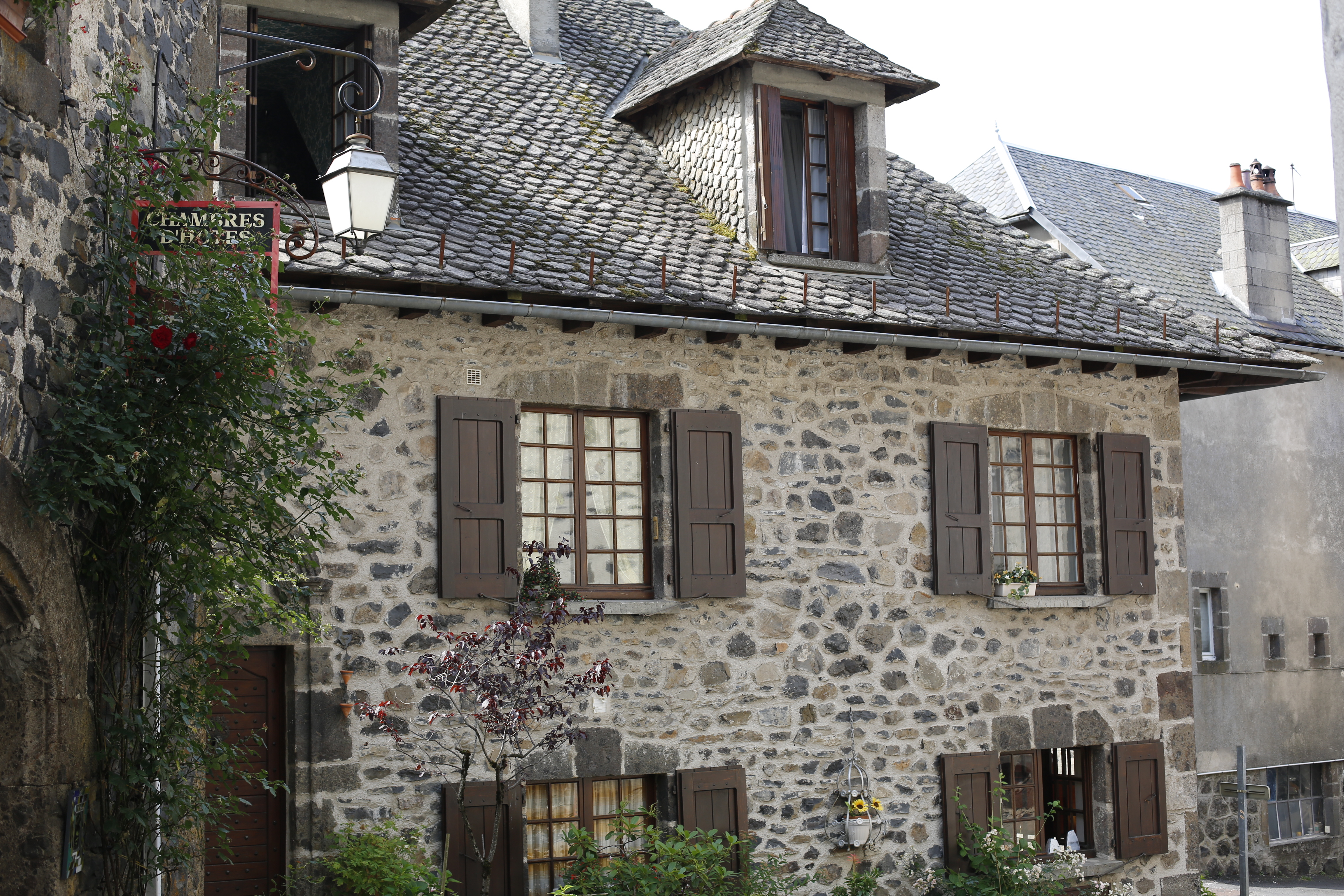
Maison Escure in Salers

Die Maison Escure in Salers, einer französischen Gemeinde im Département Cantal in der Region Auvergne-Rhône-Alpes, wurde 1657 errichtet. Das Portal des Wohnhauses an der Rue de la Martille, die zur Porte de la Martille führt, steht seit 1951 als Monument historique auf der Liste der Baudenkmäler in Frankreich.
Das Portal mit schmaler Steinumrandung wird von einem halbkreisförmigen Bogen auf Pilastern, eine Art Tympanon, bekrönt, in dem sich in einem Kreis ein Wappen mit der Jahreszahl 1657 befindet. Links und rechts davon sind zwei Reliefs menschlicher Köpfe angebracht.
Im zweigeschossigen Wohnhaus mit Bruchsteinmauerwerk aus einheimischem Basalt sind Gästezimmer für Touristen eingerichtet.